# Rhomphaea nasica
Rhomphaea nasica là một loài nhện trong họ Theridiidae.
Loài này thuộc chi Rhomphaea. Rhomphaea nasica được Eugène Simon miêu tả năm 1873.